# Violante Beatrix von Bayern

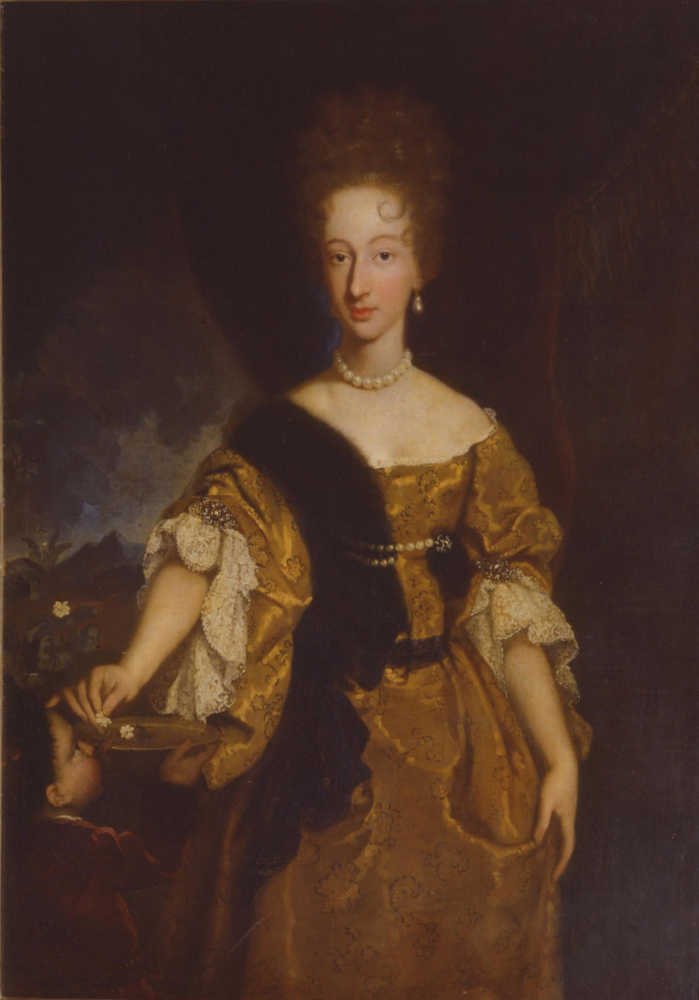
Violante Beatrix, Prinzessin von Bayern

Violante Beatrix von Bayern (* 23. Januar 1673 in München; † 30. Mai 1731 in Florenz) war die jüngste Tochter von Ferdinand Maria von Bayern und Henriette Adelheid, seit dem 20. November 1688 per procurationem verheiratet mit Ferdinando de’ Medici, Erbgroßherzog der Toskana. Von 1717 bis zu ihrem Tode 1731 war sie Gouverneurin von Siena.

## Leben
Violante Beatrix wuchs in der Residenzstadt München auf und erhielt eine klösterliche Erziehung. Sie war musisch äußerst interessiert und begabt, schrieb Theaterstücke und spielte Cembalo und Flöte, zudem war sie sechs Sprachen in Wort und Schrift mächtig. Nach der Heirat mit Ferdinando de’ Medici, am 19. Januar 1689 in Florenz, und dem Tod ihrer Schwiegermutter Marguerite Louise d’Orléans war sie erste Dame im Großherzogtum. Nach längerer Krankheit war sie unfruchtbar und so blieb die Ehe kinderlos. 
Nach dem Tod ihres Gemahls 1713 verlor Violante Beatrix als kinderlose Witwe des Erbgroßherzogs ihre Stellung im Großherzogtum. Eine Rückkehr an den Hof ihres Bruders, des Kurfürsten Max Emanuel von Bayern, erwies sich aufgrund des Spanischen Erbfolgekrieges als schwierig. Schließlich wurde sie 1717 von ihrem Schwiegervater, Cosimo III., zur Gouverneurin von Siena ernannt.
Als Gouverneurin von Siena war sie maßgeblich für das Aufblühen der Stadt in kultureller und wirtschaftlicher Hinsicht verantwortlich. So ordnete sie mit dem Regolamento del Palio (1721) und 1729 mit dem Dekret Bando sopra la nuova divisione, e riforma de’ Confini delle Contrade della Città di Siena die Einteilung der Teilnehmer am berühmten Palio nach Stadtteilen (sog. Contraden) an und definierte die Anzahl der Contraden und deren Territorium. Des Weiteren verbot sie die Kastration von Sängerknaben und ließ nur noch Sängerinnen statt der Kastraten auftreten. Auch unterhielt sie sehr gute Beziehungen nach Rom. Sie wurde 1728 vom päpstlichen Legaten mit der seltenen Auszeichnung „Goldene Rose“ ausgezeichnet.
Ab 1730 verschlechterte sich Violante Beatrix’ Gesundheitszustand zusehends und sie verstarb am 30. Mai 1731. In ihrem Testament wurden neben dem Haupterben, ihrem Neffen Ferdinand Maria, Klöster, Kirchen und Waisenhäuser in Bayern und Italien bedacht. Außerdem bekamen alle Mitglieder ihres Hofstaates ihren Lohn für 20 Jahre ausbezahlt.